# بابونه آلمانی
بابونه آلمانی (نام علمی: Matricaria chamomilla)، گیاهی است یک‌ساله، معطر و به ارتفاع ۲۰ تا ۴۰ سانتیمتر که به صورت خودرو در مزارع و کنار جاده‌ها می‌روید. ساقه آن دارای انشعاباتی است و برگ‌های آن بریدگی‌های باریک و دراز با ظاهر برگچه‌مانند دارد. بخش مورد استفادهٔ این گیاه، کاپیتول ‌های (مرکز گل گیاه) آن است که در فاصله ماه‌های اردیبهشت تا مهر ماه، آن را از ساقه جدا می‌کنند.

## تاریخچه
نام لاتین بابونه camomille از کلمات یونانی khamai و malon به معنی گل‌های کوچک با بوی سیب گرفته شده‌است. درمیان انواع گوناگون بابونه نوع بابونه رومی شهرت بیشتری دارد. نام علمی این گیاه Chamaemelum nobile است.
بابونه گیاهی است دائمی و کوچک، به ارتفاع تقریباً ۳۰ سانتیمتر، دارای بویی معطر که در چمن زارها و زمین‌های شنی می‌روید. ساقه آن به رنگ سبز مایل به سفید، برگ‌های آن کوچک متناوب و دارای بریدگی‌های باریک، نامنظم و پوشیده از کرک است. گل‌های آن مجتمع در یک طبق که به‌طور منفرد در انتهای ساقه گل دهنده در تابستان ظاهر می‌شود. در هر طبق، گل‌های سفید در اطراف و گل‌های زرد در قسمت وسط قرار دارند.

## ترکیبات شیمیایی
کاپیتول‌ های این گیاه دارای اسانس هستند. این اسانس در حالت تازه دارای رنگ آبی تیره‌است که مربوط به وجود ماده‌ای به نام آزولن می‌باشد و تدریجاً با تأثیر هوا و نور رنگ آن سبز و قهوه‌ای می‌شود.
این اسانس دارای سزکوئی ترپنهای b و g و
همچنین ماتریکارین (Matricarine) می‌باشد.

## موارد مصرف در زیبایی
استفاده از بابونه در زیبایی به اندازه قدمت به‌کارگیری آن در عطاریها سابقه دارد. خواص آن به خصوص برای پوستهای شکننده و حساس در مقابل تغییرات جوی مفید است. امروزه در صنعت لوازم آرایش آن را به تنهایی یا همراه با گیاهان دیگری از قبیل اکلیل کوهی، خلنگ و بنفشه به کار می‌گیرند.
دم کرده ساده بابونه در استعمال خارجی روی پوست صورت برای حفاظت از پوست بهترین تأثیرها را دارد.
شامپوی همراه با بابونه اندکی رنگ مو را روشن می‌گرداند. بابونه در کنار زیزفون و نعناع در برخی از کشورها بیشترین مصرف را در صنعت داروسازی دارد.

## محل رویش
بابونه از گیاهان بومی منطقه مدیترانه بوده ولی منشأ آن را در آسیای صغیر گزارش کرده‌اند. این گیاه امروزه پراکندگی وسیعی در اروپا، آسیای غربی، آفریقای شمالی آمریکای شمالی و جنوبی و استرالیا پیدا کرده‌است. در ایران نیز گونه‌های مختلف جنس ماتریکاریکا در نقاط مختلف کشور رشد می‌کنند. این گیاه در مناطق آذربایجان، لرستان، فارس، خوزستان، اطراف تهران و دماوند و استان البرز و همچنین در مناطق وسیعی از چمنزارهای استان چهارمحال و بختیاری می‌روید. بعضی از گونه‌های دیگر بابونه در نواحی مختلف اروپا می‌روید.

## نگارخانه

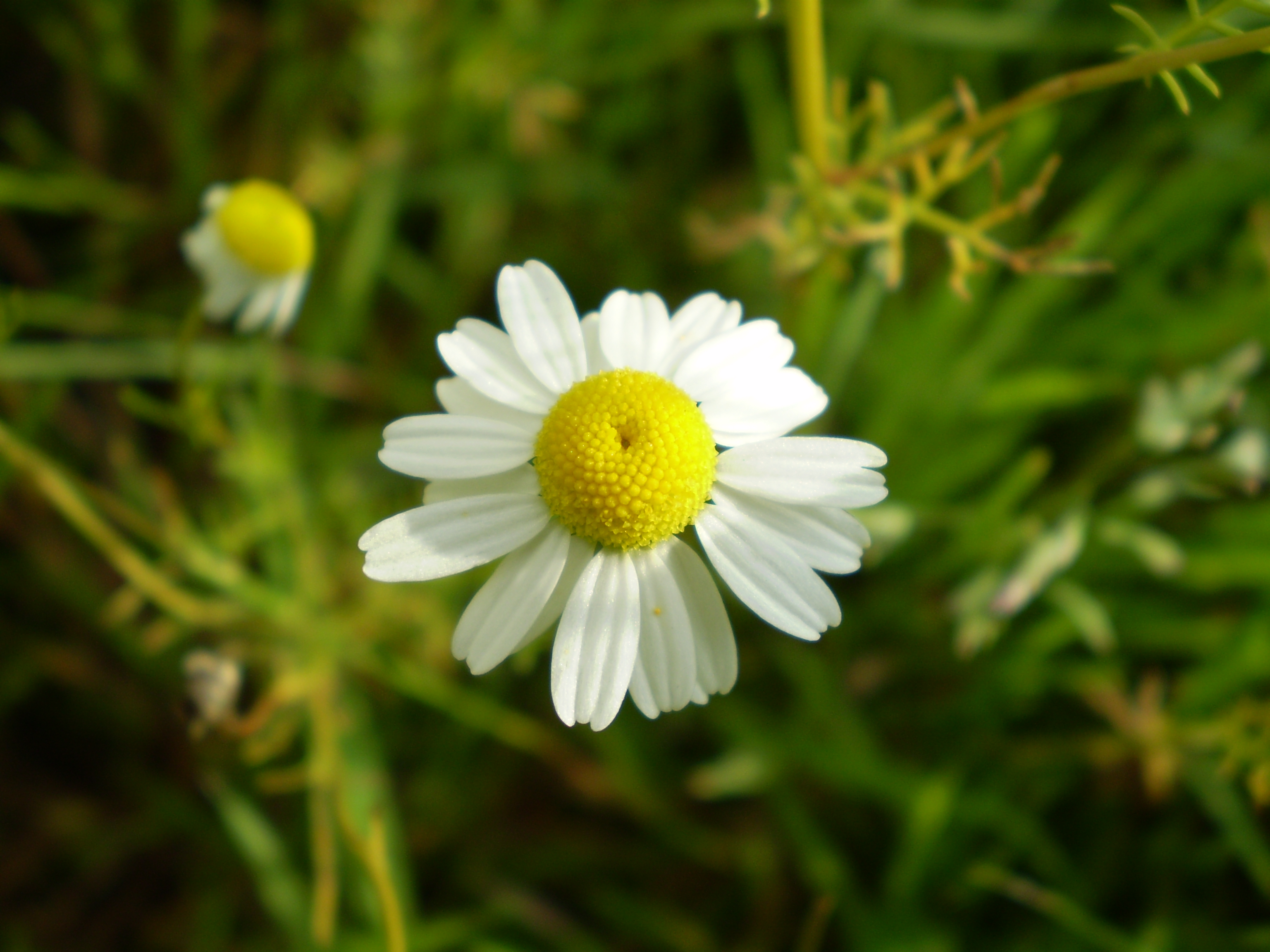
گل‌های بابونه
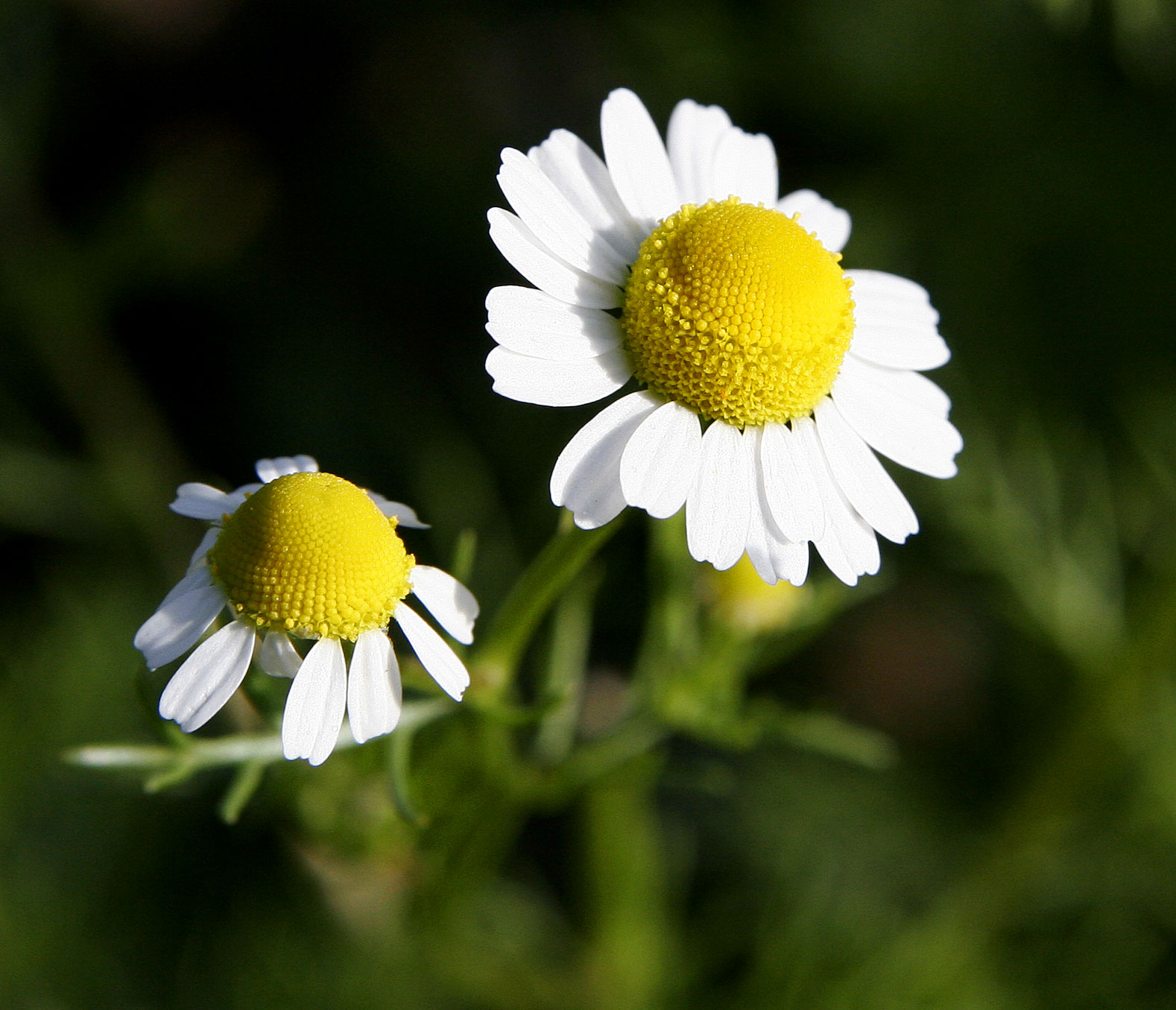
گل‌های بابونه
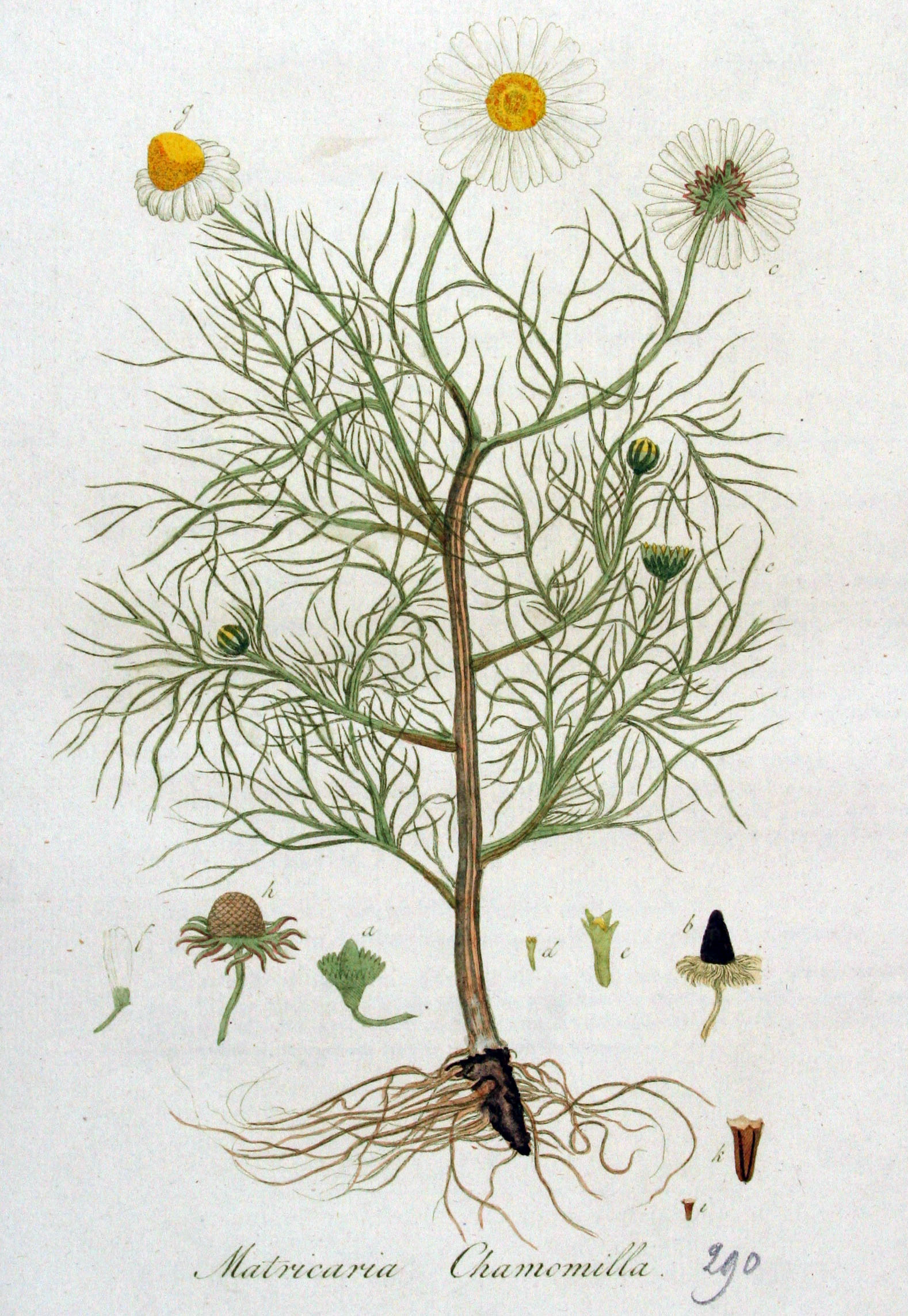
تصویرگری